# Từ Tuyên (Xích Mi)
Từ Tuyên (chữ Hán: 徐宣, ? – ?), tự Kiêu Trĩ (驕穉), người huyện Lâm Nghi, quận Đông Hải , tướng lãnh khởi nghĩa Xích Mi cuối đời Tân, đầu đời Đông Hán.

## Cuộc đời và sự nghiệp
Ban đầu, Tuyên làm ngục lại trong huyện, thông hiểu kinh Dịch. Cuối đời Tân, ông khởi binh phản kháng triều đình, sau đó cùng các thủ lĩnh đồng quận là Tạ Lộc, Dương Âm, quy phụ người quận Lang Da là Phàn Sùng. Bọn họ lệnh cho nghĩa quân nhuộm đỏ lông mày để phân biệt với quan quân, nên được gọi là quân Xích Mi, tiến hành đấu tranh ở một dải Thái Sơn, Bắc Hải, trước sau đánh tan các lực lượng quan quân của chính quyền nhà Tân, chính quyền Hán Canh Thủy.
Năm Canh Thủy thứ 2 (24), nghĩa quân Xích Mi chia làm 2 lộ, Tuyên cùng Tạ Lộc, Dương Âm nắm một cánh quân, liên tiếp đánh bại quân đội của chính quyền Canh Thủy, đến đầu năm sau (25) thì hội sư với cánh quân của Phàn Sùng, Bàng An ở quận Hoằng Nông.
Tháng 6 ÂL năm thứ 3 (25), nghĩa quân Xích Mi đến huyện Trịnh, đưa hậu duệ của Thành Dương Cảnh vương Lưu Chương là Lưu Bồn Tử lên ngôi, là Kiến Thế đế. Bởi Phàn Sùng là thủ lĩnh nhưng lại không biết chữ, nên nhường Tuyên làm Thừa tướng. Tháng 9 ÂL, nghĩa quân chiếm được Trường An, Canh Thủy đế đầu hàng rồi bị giết.
Trường An có nạn đói, lại thêm Bàng An thua trận. Vào cuối năm ấy, Tuyên theo Phàn Sùng đưa hơn 10 vạn nghĩa quân trong cơn đói kém quay về miền đông. Đầu năm thứ 3 (27), Quang Vũ đế điều quân chẹn hết đường tiến thoái của nghĩa quân, Phàn Sùng đành phải xin hàng. Ban đầu, đế ban nhà cửa ruộng vườn cho các tướng lãnh quân Xích Mi ở Lạc Dương, về sau Tuyên được trở lại quê nhà, rồi mất ở đấy trong yên lành, không rõ khi nào.